# Zwenkgras
Zwenkgras (Festuca) is een geslacht van planten uit de grassenfamilie (Poaceae). Het zijn kruidachtige, meerjarige grassen die een hoogte bereiken van 10 tot 200 cm. Ze hebben een kosmopolitische verspreiding en komen voor op elk continent behalve Antarctica.